# داريا بيشتشالنيكوفا
داريا فيتاليفنا بيشتشالنيكوفا (الروسية: Darya Vitalyevna Pishchalnikova ، من مواليد 19 يوليو 1985 في أستراخان) هي لاعبة رمي قرص روسية، هي أخت بوغدان بيشتشالنيكوف وكيريل بيشتشالنيكوف. شاركت في دورة الألعاب  الأولمبية الصيفية 2012 وحصلت على ميدالية فضية، لكن ظهرت نتيجة اختبارها إيجابية للستيرويد أوكساندرولون الستيرويد المنشطة في العينات المأخوذة في مايو 2012. وتم إلغاء نتائجها اعتبارًا من مايو 2012 ، مما يعني تجريدها من ميداليتها الأولمبية.

## روابط خارجية
- نبذة عن داريا بيشتشالنيكوفا  على موقع الاتحاد الدولي لألعاب القوى
- داريا بيشتشالنيكوفا  على موقع اللجنة الأولمبية الدولية
- داريا بيشتشالنيكوفا  على موقع SportsReference  - سبورتس رفرنس